# Krone der Volksmusik (RTL plus)

RTL plus Senderlogo von 1990

1992 gab es unter dem Titel Krone der Volksmusik eine Fernsehgala in RTL plus, bei der entsprechende Volksmusikpreise vergeben wurden. 
Die damalige Sendung wurde von Erika Bruhn moderiert. Es erschien auch eine CD mit allen Teilnehmern der Gala. 
Die Teilnehmer der Sendung waren: Stefanie Hertel, die Mühlenhof Musikanten, die Fischer-Chöre, Edward Simoni, die Kastelruther Spatzen, das Heimatduo Judith und Mel, Astrid Harzbecker, Slavko Avsenik und seine Original Oberkrainer, Tom Astor, die Zillertaler Schürzenjäger, Florian Silbereisen, Patrick Lindner, Bianca, die Kirmesmusikanten, das Original Naabtal Duo, die Gruppe Nordwind und „Das Goldene Edelweiß“.